# Jean-François Deshays
Jean-François Deshays est un homme politique français né le 4 octobre 1753 à Grand-Camp (Eure) et décédé le 3 août 1836 à Évreux (Eure).
Magistrat, il est commissaire du pouvoir exécutif près la municipalité de Bernay, puis substitut près le tribunal de l'Eure et substitut général à Rouen en 1811. Procureur impérial à Évreux, il est député de l'Eure en 1815, pendant les Cent-Jours.

## Sources
- « Jean-François Deshays », dans Adolphe Robert et Gaston Cougny, Dictionnaire des parlementaires français, Edgar Bourloton, 1889-1891 [détail de l’édition]